# Zerberusbaum
Der Zerberusbaum (Cerbera odollam), auch Selbstmordbaum, Pong Pong Tree oder Milchbaum, Schellenbaum, See-Mango genannt, ist eine Pflanzenart aus der Familie der Hundsgiftgewächse (Apocynaceae). Er ist an den Küsten Indiens, Madagaskar und im Westpazifik  beheimatet. Sehr ähnlich ist Cerbera manghas, wobei hier der Blütenschlund rötlich und länger ist, im Gegensatz zu gelblich. Die Früchte erscheinen hier meist paarig und sie sind purpurfarben.

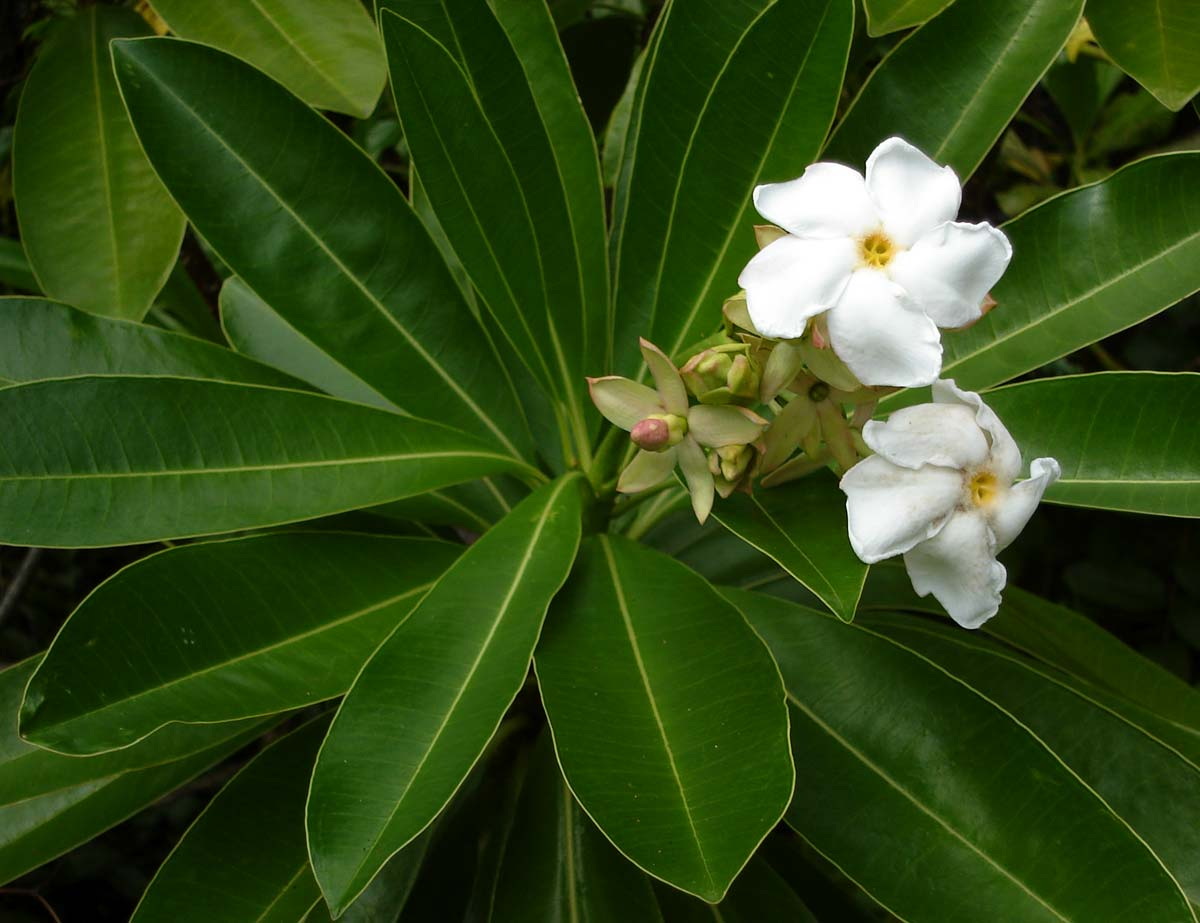
Blüten und Laubblätter des Zerberusbaums

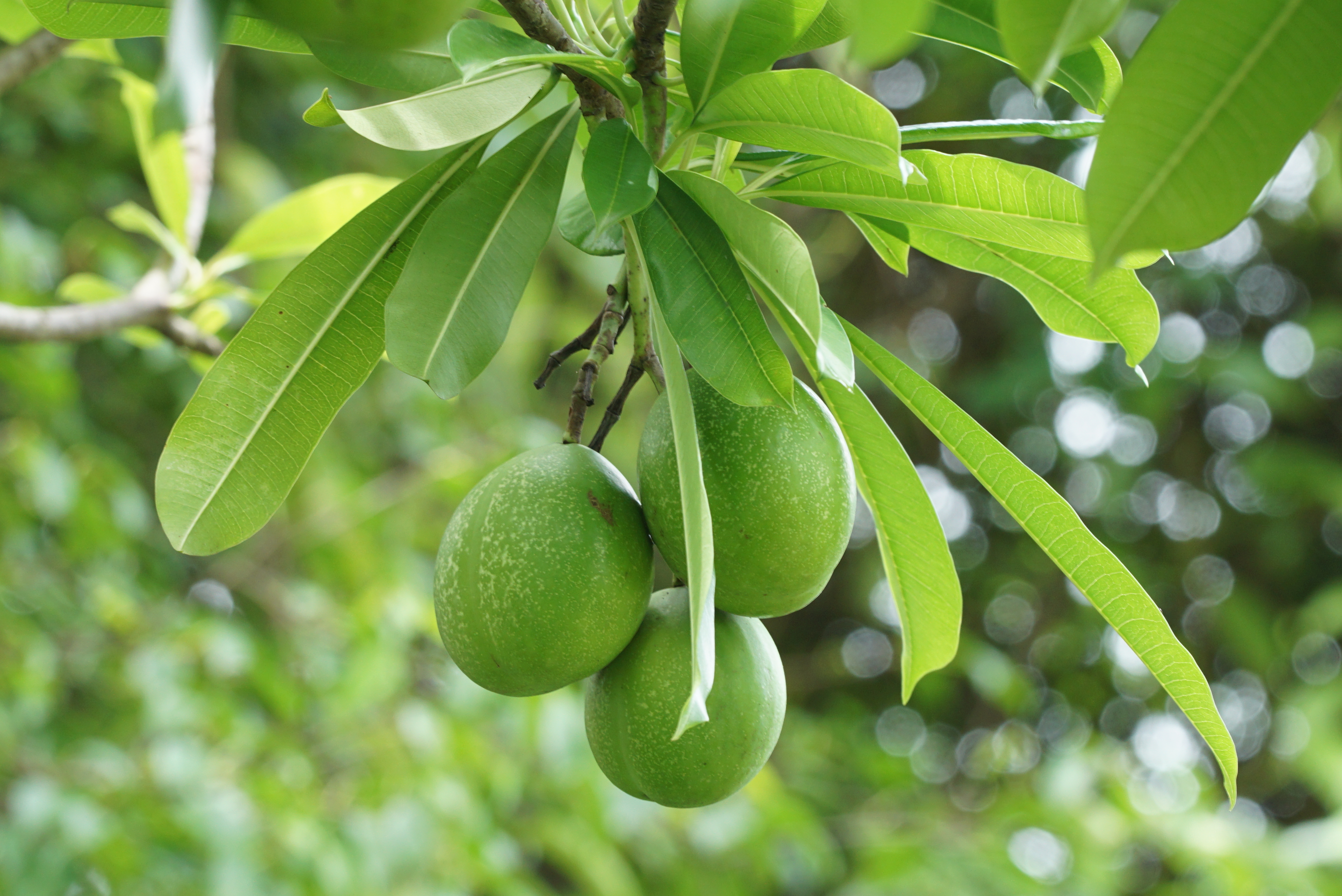
Unreife Früchte am Zweig

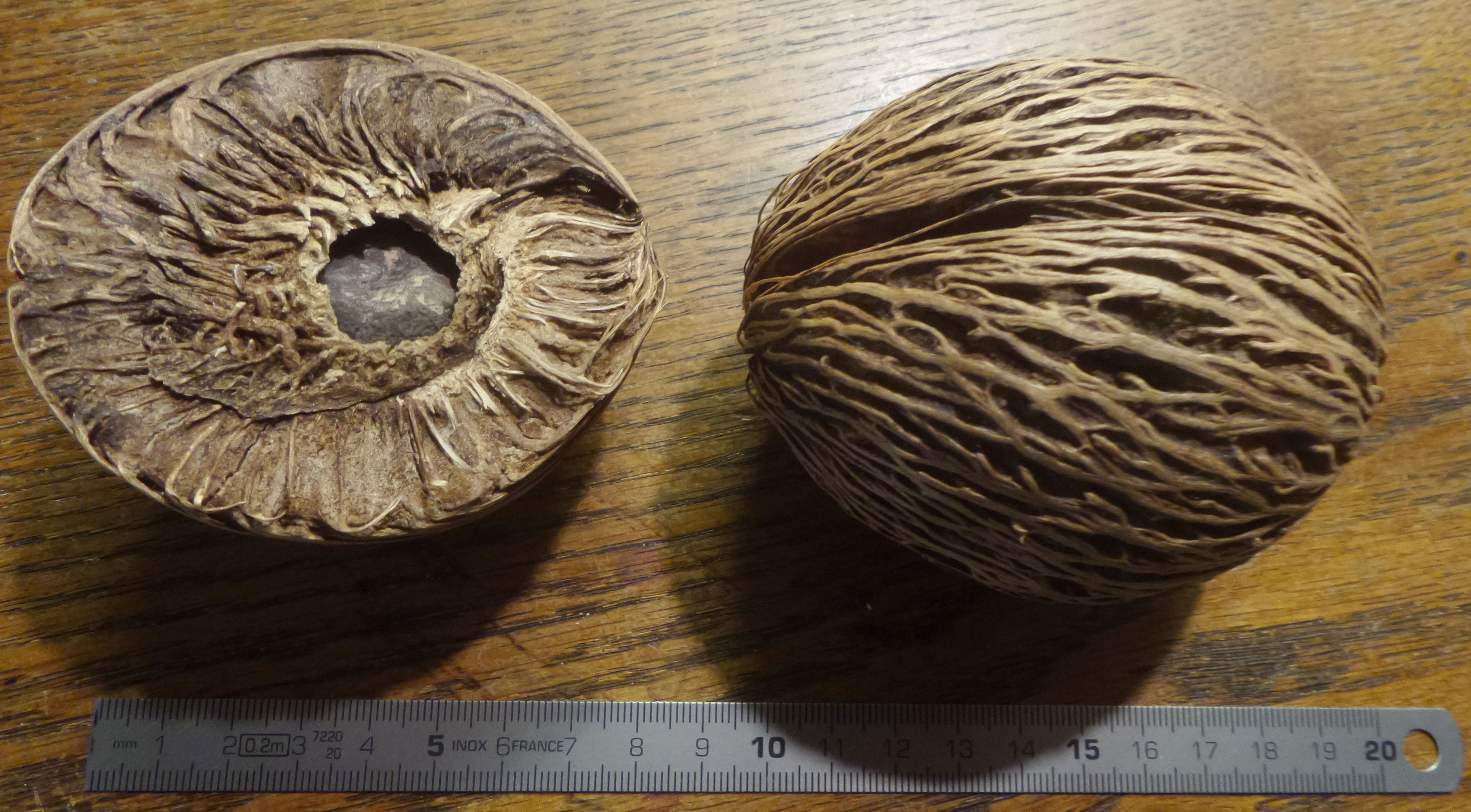
Große Samen der Cerbera odollam mit dickem und furchigem Endokarp, genannt Mintolla (Längsschnitt und Totalansicht)

Strukturformel von Cerberin

## Beschreibung
Cerbera odollam wächst als immergrüner Baum oder Strauch und erreicht Wuchshöhen von bis zu 15 Meter. Die terminalen Äste sind in Wirteln angeordnet. Die Pflanze führt einen giftigen Milchsaft.
Die gestielten, ledrigen, glänzenden, bespitzten bis zugespitzten, einfachen und ganzrandigen Laubblätter sind spiralig angeordnet und lanzettlich bis verkehrt-eilanzettlich. 
Die süß duftenden, zwittrigen, relativ großen und stieltellerförmigen Blüten sind weiß, mit gelblichem Schlund. 
Die mangoförmigen, bis 10 cm großen, glatten und wachsigen Früchte sind bei Reife rötlich. Die einzeln erscheinenden Steinfrüchte, mit zweiteiligem Perikarp, enthalten einen schwimmfähigen großen Samen mit einem holzigen, fibrösen und furchigen, dicken Endokarp, das ähnlich aussieht wie ein Bindfadenknäuel.
Die Chromosomenzahl beträgt 2n = 40.

## Vorkommen
Der Zerberusbaum kommt in Indien an den Küsten vor, des Weiteren in Südostasien, Australien und einigen Pazifikinseln. In Singapur wird er als Straßenbaum und in Parks angepflanzt.

## Nutzung

### Wirkstoffe
Die giftigen Samen von Cerbera odollam enthalten mehrere Cardenolide, darunter Neriifolin, Cerberin, Cerberosid, Tanghinin und Thanghinosid. Hauptsächlich beruht die Wirkung der Pflanzeninhaltsstoffe dabei auf Cerberin.

### Verwendung
Der Zerberusbaum wird für Mord und Suizid weitaus öfter genutzt als jede andere Pflanze, auch als andere Herzglykosid-Pflanzen. Im südindischen Bundesstaat Kerala wurden in den Jahren zwischen 1989 und 1999 mehr als 500 Todesfälle registriert, die eindeutig der Wirkung der Pflanze zugeschrieben werden können. Die in vielen Fällen zum Mord eingesetzte Pflanze wird oftmals von den Pathologen, Gerichtsmedizinern und Ärzten nicht erkannt, es ist daher von einer großen Dunkelziffer auszugehen. In der Regel werden die zerkleinerten Samen süßer oder stark gewürzter Nahrung beigemengt. 75 % der Opfer sind dabei Frauen. Bei ihnen handelt es sich in den meisten Fällen um junge Ehefrauen, welche die Erwartungen ihrer Schwiegerfamilie nicht erfüllen können. Die verwandte auf Madagaskar heimische Art Cerbera manghas (= Cerbera venenifer) wurde lange Zeit als Gottesurteil eingesetzt. In den vorigen Jahrhunderten war sie dadurch für den Tod von über 3000 Menschen pro Jahr verantwortlich. Neben der Verwendung als Gift findet das Holz des Baumes in Sri Lanka Verwendung für die Fertigung von Masken, welche anschließend auffällig bemalt werden. Abkochungen von Pflanzenteilen wurden zudem auf den Fidschi-Inseln als Abführmittel eingesetzt.
Die Trockenfrucht von Cerbera odollam, auch „Mintola“ oder „Mintolla“ genannt, wird zudem als Dekorationselement für verschiedene Zwecke verwendet und gehandelt.

### Symptomatik
Neben Übelkeit und Speichelfluss zählen Würgreiz, Magen-Darm-Beschwerden und heftiger Durchfall zu den Symptomen. Außerdem kommt es neben der allgemeinen Erschöpfung auch zu den Herz und Atmung betreffenden Symptomen, die für Vergiftungen mit Herzglykosiden charakteristisch sind. Zu nennen wären hier Arrhythmien, Hypertonie, Koma und schlussendlich der Herzstillstand. Der Tod tritt nach etwa 6 Stunden ein.

### Pharmakologie
Die als Herzgifte wirkenden Inhaltsstoffe der Pflanze sind als äußerst giftig eingestuft (Ia). Wie andere Herzglykoside hemmen sie die Na+/K+-ATPase. Diese für den Aufbau von Ionengradienten notwendige membranständige Ionenpumpe ist für die axonale Reizleitung und für aktive sekundäre Transportprozesse von essentieller Bedeutung. Die Hemmung der Natrium-Kalium-ATPase führt zur Unterbrechung der neuromuskulären Reizleitung und somit zum Herzstillstand. Der Wirkungsmechanismus der Cerbera-Cardenolide entspricht dem anderer Herzglykoside.

### Erste Hilfe
Kommt es zur Aufnahme von Pflanzenmaterial, im Besonderen der Samen oder isolierten Herzglykosiden, so sind sofortige Gegenmaßnahmen nötig. Zum einen umfassen diese das Auslösen von Erbrechen, zum anderen eine Entgiftung wie sie bei Vergiftungen mit Herzglykosiden üblich ist.